# Аранда, Себастьян
Себастья́н Алекса́ндр Ара́нда Ва́льюмбро́сио (исп. Sebastián Alexandre Aranda Vallumbrosio; род. 7 октября 2003, Лима) — перуанский футболист, защитник клуба «Альянса Лима».

## Клубная карьера
Аранда — воспитанник клуба и «Альянса Лима». В начале 2022 года для получения игровой практики Себастьян на правах аренды перешёл в Универсидад Сан-Мартин. 12 февраля 2022 года в матче против «Университарио» он дебютировал в перуанской Премьере. По окончании аренды игрок вернулся в обратно.

## Международная карьера
В 2023 году в составе молодёжной сборной Перу Аранда принял участие в молодёжном чемпионате Южной Америки в Колумбии. На турнире он сыграл в матчах против сборных Бразилии, Колумбии и Парагвая.